# Bátis Sarones
Bátis ou Betis (em latim: Betis; em grego: Βατις; em armênio: Բաթ; romaniz.: Bat’; m. 378) foi um nobre armênio (nacarar) da família Sarones do final do século IV, ativo durante o reinado do rei Varasdates (r. 374–378).

## Vida
A parentela de Bátis é desconhecida e nasceu em data incerta ao longo do século IV. Segundo Fausto, o Bizantino, era naapetes (chefe) da família Sarones e atuou como tutor e pai adotivo (dayeak) do rei Varasdates (r. 374–378). Pretendia adquirir a posição de asparapetes (comandante-em-chefe) da Armênia, então sob posse de Musel I, e incitou o rei contra ele, alegando que sua família desde o início estava arruinando os arsácidas por serem seus adversários:
| “ | A casa mamicônida tem sido perniciosa para ti, Arxacuni, desde os primeiros tempos, pois têm sido teus rivais por natureza. Engoliram toda a terra da Armênia, especialmente Musel, pois é um homem mau e enganador. Pois amou teus inimigos e odiou aqueles que te amam, e sempre agiu falsa, equivocada e insolentemente para com ti. Não é o Musel que durante o reinado de Papa teve tantas vezes a oportunidade de matar Sapor, rei (xainxá) da Pérsia, na guerra persa, mas não o matou e deixou o inimigo ir livre? Ou [quem], quando capturou as esposas do rei Sapor, as enviou com cuidado e solicitude, em liteiras de volta para Sapor? Não é o Musel que capturou Urnair, rei da Albânia, mas não quis matá-lo e deixou o inimigo ir? Não é o Musel por cuja ordem e em cujo conselho os comandantes gregos mataram o rei Papa? Pois incitou e despertou a ira do rei dos gregos contra o rei Papa até que ele o mandou matar. Assim, é apropriado que ele morra por tua mão. Ele não tem o direito de viver. Pois se tu não se apressares, ó rei, ele agora planejou encher a terra armênia com cidades e torná-las guarnições para o assentamento de tropas gregas. E depois disso, ou o rei dos gregos tomará o reino da Armênia de ti, ou este Musel o matará e reinará ele mesmo. | ” |
|   | — Fausto, o Bizantino, Histórias Épicas, V.xxxv.239-240. |   |

Varasdates foi influenciado por essas palavras e organizou um banquete no qual Musel foi emboscado por 12 comparsas de Bátis, que cortou sua garganta com um sabre e então decepou sua cabeça, que foi carregada com seu corpo pelas pessoas presentes. O rei nomeou Bátis o novo asparapetes da Armênia, enquanto Vache II tornou-se o naapetes e tanuter dos Mamicônios. Por essa época, no entanto, Manuel e Comes Mamicônio retornaram à Armênia após servirem como comandantes nos exércitos do Império Sassânida nas campanhas de Sapor II contra o Império Cuchana. Ao chegarem, foram recebidos por Vache I, que deu a Manuel o diadema principesco que lhe foi concedido por Varasdates, bem como as posições de naapetes e tanuter, que lhe pertenciam dada sua senioridade dentro do clã. Por conseguinte, Manuel reivindicou a posição de asparapetes, sem autorização régia. Ele e o rei discutiram por intermédio de mensagens por algum tempo antes de decidirem se enfrentar no campo de batalha. Varasdates foi derrotado na Batalha de Carenitis de 378 e refugiou-se no Império Romano, enquanto Bátis e seu filho foram capturados. Manuel ordenou que Bátis assistisse seu filho ser degolado e então decapitado antes de sofrer o mesmo destino.